# Syngamie
La syngamie est le processus sexué de fusion de deux gamètes, une mâle et une femelle, pour former un zygote. Ce processus commence par la fusion des membranes externes afin de former une entité unicellulaire diploïde, le zygote. Bien que la caryogamie puisse ne pas commencer immédiatement, le zygote ainsi formé ne peut plus être fertilisé par les gamètes mâles qui le croiseraient.
Etymologie : vient du grec ancien "συν": ensemble et "γαμος": union.